# Charles Takyi
 Charles Takyi (Accra, 12 de novembro de 1984) é um futebolista profissional ganês que atua como atacante.

## Carreira
Charles Takyi fez parte do elenco da Seleção Ganesa de Futebol na Campeonato Africano das Nações de 2012.